# Наса
Национална ваздухопловна и свемирска администрација (енгл.  — NASA), верб. скр. Наса (од енгл. NASA — акр. скр. НАСА), агенција је, одговорна за цивилни део свемирског програма САД. Агенција је такође одговорна за дугорочна цивилна и војна истраживања у области ваздухопловства.
Наса је основана 1958. године, а оснивач је тадашњи председник САД, Двајт Ајзенхауер. Агенција је оријентисана са изразито више запослених цивила него војника, како би се подстицала мирољубива примена у науци о свемиру. Дана 29. јула 1958. је усвојен Национални аеро-наутички и свемирски акт, који је био претеча и најава за основање Националне ваздухопловне и свемирске администрације (Наса). Агенција је почела са радом два месеца касније, 1. октобра 1958.
Од тада, готово сва америчка истраживања свемира су предвођена Насом, укључујући програм Аполо слетања на месец, свемирску станицу Скајлаб, као и касније Спејс-шатл. Наса тренутно подржава рад Међународне свемирске станице и надгледа развој летелице Орион и Систем свемирског лансирања.

## Историја

### Трка за свемир
Када је совјетски свемирски програм лансирао први вештачки сателит (Спутњик 1) 4. октобра 1957. године, одмах је на себе скренуо пажњу САД и убрзао њихове напоре ка освајању свемира. Конгрес САД овај успех Совјетског Савеза доживео је као велику претњу за сигурност САД (ово је познато као енгл. Sputnik Shock) и одмах је затражио хитну и брзу акцију.
Председник Двајт Ајзенхауер и његови саветници пажљиво су размотрили више промишљених акција и после вишемесечне дебате донета је одлука да се створи нова федерална агенција за све цивилне активности у свемиру.
Председник Ајзенхауер 29. јула 1958. потписује Национални аеро-наутички и свемирски акт (енгл. National Aeronautics and Space Act) којим је 1. октобра 1958. године основана Национална Ваздухопловна и Свемирска Администрација (Наса).
Наса почиње са радом и тада је њу сачињавало четири лабораторије са око 8.000 запослених које је она наследила од 46 година старе истраживачке агенције за аеро-наутику (енгл. National Advisory Committee for Aeronautics - NACA). Можда најважнији допринос развоју ракетног програма имали су корене у нацистичкој Немачкој, у виду немачког научника Вернера фон Брауна, који се данас сматра оцем ракетног програма САД и који је у то време био један од вођа ракетног програма у оквиру војне агенције за пројектиле и ракете (енгл. Army Ballistic Missile Agency), која је била придружена Наси.
Рани истраживачки програм о слању човека у свемир били су покренути под утицајем Хладног рата и конкуренције између САД и Совјетског Савеза и трајала је све до завршетка Хладног рата. Меркури програм покренут је 1958. године са циљем истраживања човековог лета у свемир. Астронаут Алан Шепард постао је 5. маја 1961. године први Американац у свемиру пилотирајући летелицом Слобода 7 (енгл. Freedom 7), којом је 15 минута провео у суборбити Земље. Џон Глен постао је први Американац у Земљиној орбити, 20. фебруара 1962. године, када је 5 сати летео у Пријатељству 7 (ен: Friendship 7).
Пројекат Џемини је покренут када је пројекат Меркури доказао да је могућ човеков лет у свемир, са циљем вршења низа експеримената невезаних за мисију на Месец. Први лет Џеминија са људском посадом био је у Џеминију 3 (Гас Грисом и Џон Јанг). У осталим мисијама Џеминија доказано је да је могућ дужи останак човека у свемиру, као и могућности спајања летелица у свемиру. Овај пројекат је прикупио и пуно медицинских података о утицају бестежинског стања на човека.

### Програм Аполо
Поведени успехом Меркури и Џемини програма, покренут је програм Аполо са циљем истраживања Месеца, али не и слањем човека на Месец. Смернице Аполо програма су радикално измењене за време председника Џона Кенедија, када је он 25. маја 1961. године објавио да САД желе послати човека на Месец и потом га успешно вратити на Земљу, и као годину до које би то Американци постигли узео 1970. Тако је Аполо постао програм који ће послати човека на Месец. Пројекат Џемини је недуго затим стартовао и за време тог програма креиране су технике које су омогућиле безбедно извршавање мисије Аполо.
После осам година пробних мисија, где су се десиле прве људске жртве у мисији Апола 1 као и мисија кружења летелице око Месеца у Аполу 8, Аполо програм достиже циљ са мисијом Апола 11 када су астронаути Нил Армстронг и Баз Олдрин слетели на месечеву површину 20. јула 1969. и безбедно се вратили на Земљу 24. јула. Армстронгове прве речи после силаска из летелице су "Ово је мали корак за човека, али велики за човечанство". Само је 12 астронаута слетело на Месец, када је програм Аполо угашен у децембру 1972.
Програм Аполо је био успешан у освајању Месеца и постојали су врло амбициозни планови освајања Марса до 1990. године али је губљењем интересовања јавности за овако скупе пројекте и скретањем интересовања на друге проблеме који су се у то време појавили у САД (Вијетнамски рат), дошло је до смањења буџета и нових планова ка креирању јефтинијег путовања у свемир. Мисија Апола 13 била је упамћена по инциденту који је некако успешно преброђен, када је експлодирао резервоар са кисеоником и претила је опасност да сва три члана посаде страдају. Мисија Апола 17 је била последња мисија у којој је човек слетео на Месец.

### Друге раније мисије
Поред више мисија са људском посадом где је Наса потрошила огромна средства, било је и више мисија без људске посаде, која су започета од стране свемирске агенције. 1962. лансиран је Маринер 2, ово је била прва летелица која је пролетела поред неке планете, тачније поред Венере. Ренџер, Сурвејор и Лунарни орбитер су биле важне мисије које претходиле програму Аполо, и биле су неопходне за испитивање услова на Месецу пре коначног спуштања човека. У пројектима који су касније уследили били су слање две Викниг сонде на површину Марса одакле су оне послале прве колор снимке његове површине назад на Земљу, мисије Војаџера и Пионира су биле веома импресивне, они су посетили Јупитер, Сатурн, Уран и Нептун и одатле су послали врло важне информације и снимке.
Како су изгубили трку за Месец, Совјетски Савез је заједно са САД променио свој приступ свемирској политици. 17. јула 1975. године, летелица Аполо се спојила са совјетском летелицом Сојуз 19 у Аполо-Сојуз тест пројекту. Иако ће Хладни рат трајати још дуго година, ово је била важан тренутак како за историју Насе тако и за међународну сарадњу у истраживањима свемира.

### Ера шатлова
Касних ’70-их и почетком ’80-их Наса је сву пажњу сконцентрисала на идеју спејс-шатла. Планиран да спејс-шатл буде употребљаван у више мисија и лансирања, до 1985. направљено их је четири. Први лансирани шатл био је Колумбија који је полетео 12. априла 1981. године.
Спејс шатл је од почетка био проблематичан за Насу — летови су били скупљи него што је планирано, а несрећа Чаленџера 1986. године је донела додатна одлагања и поскупљења. Спејс шатл је коришћен у лансирању многих пројеката као на пример свемирски телескоп Хабл. Буџет пројекта свемирског телескопа Хабл био је веома скроман, износио је свега 2 милијарде долара, и овај пројекат је здушно прихваћен и од стране научника и од јавности. 
Пројекат телескопа Хабл је заједнички пројекат Наса и ЕСА, којим покренута будућа заједничка сарадња ових агенција.
Сарадња између САД и Русије у свемиру је 1995. године поново настављена пројектом Шатл–Мир, када је дошло до спајања шатла са руском свемирском станицом. Ова сарадња настављена је до данашњих дана и данас су Руси и Американци најважнији и највећи партнери у изградњи највеће свемирске станице које до данас саграђена – Међународне свемирске станице. Један од доказа успешности ове сарадње може се огледати и у одлуци Наса да се користи руским лансирним системом за потребе Међународне свемирске станице, после несреће њиховог шатла Колумбија 2003. после чега је приземљена америчка флота шатлова на више од две године.
Трошковима од преко 100 милијарди долара за изградњу Међународне свемирске станице, службеницима Насе било је тешко да нађу оправдање. Јавност и новинари нису импресионирани експериментима у свемиру, јер их више интересују грандиозни пројекти на егзотичним локацијама. Чак и данас Међународна свемирска станица не може да угости све научнике који су били планирани.
Током 90 -их дошло је до смањења буџета Насе одлукама Конгреса САД. Као одговор на то, девети администратор Насе Данијел Голдин смислио је нови приступ "брже, боље, јефтиније", који је омогућио да смањи трошкове, а притом сачува што више програма.
Флота шатлова је два пута доживела катастрофу. Шатл Чаленџер је страдао при полетању 1986. године, а летелица Колумбија је уништена при повратку у атмосферу 2003. године. Цео програм је обухватио лет 135 мисија а последњи шатл, Атлантис, је приземљен 21. јула 2011. године. За 30 година трајања више од 300 астронаута је превезено у свемир овим летелицама.

### Планови за будућност
Мисија која је у последњих пар година највише узбуркала јавност је слање робота на Марс (Mars Pathfinder) 1997. Скоро сви светски медији су објављивали фотографије, које је са површине црвене планете слао малени ровер. Боравак ровера и истраживање површине Марса је прва мисија која је изведена на овако недоступним локацијама. Мање пажње јавности привукла је мисија Марсовог глобалног претраживача (енгл. Mars Global Surveyor orbiter). Од 2001. у орбити Марса кружи Марсова Одисеја са циљем тражења доказа постојања вода и вулканских активности на црвеној планети. Наса планира да настави истраживање Марса слањем већег броја летелица, као што је Марсов Извиђач, који је ушао у орбиту Марса марта 2006.
Несрећа шатла Колумбија у 2003, у којој је страдала посада од 6 Американаца и једног Израелца, изазвала је 29-месечни застој у летовима шатла и довело до преиспитивања приоритета у агенцији. Америчка влада, неколицина научника и јавност су разматрали будућност свемирског програма.
14. јануара 2004. године, десет дана након слетања Mars Exploration Rover Spirit, председник Џорџ В. Буш објавио је нове планове за будућност, план је назван Визија за Свемирска Истраживања. Према овом плану човечанство ће се вратити на Месец до 2020, и ту саградити прве постаје за будуће мисије. По овом плану шатл одлази у пензију 2010. и биће замењен са Crew Exploration Vehicle до 2014. Ова нова летелица имаће могућности да се спаја са Међународном свемирском станицом као и способност да напусти земљину орбиту. Будућност Међународне свемирске станице је неизвесна. Она ће највероватније бити довршена али шта ће бити после тога је нејасно. Мада је план дочекан са скептицизмом од стране Конгреса, крајем 2004. он ипак одобрава почетна средства за реализацију овог плана.
У нади да ће подстаћи иновације у приватном сектору, Наса 2004. креира програм Вековних изазова (енгл. Centennial Challenges), за које ће додељивати награде невладиним тимовима за успешну реализацију неких од изазова свемирских технологија. Ти изазови укључују задатке који би се могли успешно имплементирати у владином плану Визије за свемирска истраживања, као на пример прављење бољих астронаутских рукавица.

### Критика
Неки критичари, као Марк Вејд, приметили су да Наса пати од "стани – крени“  приступа у летовима са људском посадом. Аполо летелице и ракете из класе Сатурн су прихваћене 1970. после милијарди долара уложених у њихов развој. 2004. Америчка влада предлаже план замене шатла са Crew Exploration Vehicle, што би требало да омогући поновно слање човека на Месец. Смањење буџета агенцију прати од пројекта Аполо, али ту исту агенцију води бирократија која јој новим плановима прави нове додатне трошкове и ограничава је средствима.
Тренутно се Међународна свемирска станица ослања на флоту шатлова за испоруку конструкционих делова. Флота је имала два губитка 1986. и 2003. у којима је страдало 14 астронаута. Када је 1986. изгубљен шатл, врло брзо је направљен нови са циљем да замени изгубљени, али Наса не намерава да направи нови шатл који ће заменити други изгубљени шатл.
На Међународној свемирској станици планирано је да од 2005. на њој буде седам чланова посаде, међутим данас на њему стално бораве само два члана, што ће узроковати кашњењем великог броја планираних пројеката. Анатолиј Перимнов, директор Роскосмос-а, изјавио је руској новинској агенцији Итар-ТАСС, да ће од 2009. године на свемирској станици бити шест сталних чланова посаде. Од несреће шатла Колумбија 2003. сталну посаду на станици чине по један Рус и Американац, који ту проводе по шест месеци, ово значи да европски и јапански астронаути не могу проводити више времена на станице. Смањење броја чланова посаде може се довести у директну везу са кашњењима узрокованих несрећом шатла Колумбија 2003. Многе земље су уложиле велика средства у изградњу свемирске станице, као на пример земље чланице Европске свемирске агенције и без обзира на то постоји велика могућност да међународну станицу задеси иста судбина која задесила америчку станицу Скајлаб.

## Мисије у свемир

### Мисије са људском посадом
- Меркури (енгл. Mercury)
- Џемини (енгл. Gemini)
- Аполо (енгл. Apollo)
- Аполо-Сојуз (Заједнички пројекат са Совјетским Савезом) (енгл. Apollo-Soyuz Test Project)
- Скајлаб
- Спејс шатл (енгл. Space Shuttle)
- Шатл-Мир (Заједнички пројекат са Русијом)
- Међународна свемирска станица (енгл. International Space Station) (Заједнички пројекат са Русијом, Канадом, Европском свемирском агенцијом (ЕСА), Јапаном и уз учешће Италије и Бразила)
- Пројекат Констелације, (енгл. Crew Exploration Vehicle)

### Мисије без људске посаде
- Систем надгледања Земље
  - Истраживање горњих слојева атмосфере
  - Термосфера Јоносфера Мезосфера Енергија и Динамика (TIMED (Thermosphere Ionosphere Mesosphere Energetics and Dynamics))
- Мисије на Месец
  - Ренџер
  - Сурвејвор
  - Лунарни орбитер
  - Клементајн
  - Месечев истраживач
  - Минерално мапирање Месеца
  - Лунар реконесанс орбитер
- Истраживање Меркура
  - Маринер 10
  - Месинџер (енгл. MESSENGER)
- Истраживање Венере
  - Маринер
  - Пионир
  - Сонда Магелан
- Истраживање Јупитера
  - Пионир 10
  - Галилео
  - Јунона
- Истраживање Сатурна
  - Касини-Хајгенс Заједно са ЕСА
- Истраживање Нептуна
  - Нептун орбитер у фази планирања
- Истраживање Плутона
  - Нови хоризонти
- Истраживање Марса
  - Маринер (Маринер 4, Маринер 6 и 7, Маринер 9)
  - Викинг 1 и Викинг 2
  - Марсов осматрач (енгл. Mars Observer)
  - Марс патфајндер (енгл. Mars Pathfinder)
  - Марсов климатски орбитер (енгл. Mars Climate Orbiter)
  - Марсов поларни слетач (енгл. Mars Polar Lander)
  - Марсов глобални геометар (енгл. Mars Global Surveyor)
  - Одисеја на Марсу 2001.
  - Ровери за истраживање Марса (енгл. Mars exploration rovers) – Спирит и Опортјунити
  - Орбитални истраживач Марса
  - Феникс лендер (енгл. Phoenix Lander)
  - Марсова научна лабораторија (енгл. Mars Science Laboratory)
  - Мејвен (енгл. Mars Atmosphere and Volatile EvolutioN – MAVEN) (Планирано за 2013.)
  - Инсајт (енгл. Interior Exploration using Seismic Investigations, Geodesy and Heat Transport – InSight) (Планирано за 2016.)
  - Марсовски ровер 2020. неименовани ровер (Планирано за 2020. годину)
  - Мисија за враћање узорака на Земљу (енгл. Mars Return Sample Mission) у сарадњи са ЕСА (Планирано после 2020.)
- Мисије на више планета
  - Пионир 11 – Јупитер и Сатурн
  - Маринер 10 – Венера и Меркур
  - Војаџер 1 – Јупитер и Сатурн
  - Војаџер 2 – Јупитер, Сатурн, Уран и Нептун
- Астероиди и комете
  - НЕАР Шумејкер
  - Дубоки Свемир 1 (енгл. Deep Space 1)
  - Звездана прашина (енгл. Stardust)
  - Дубоки удар (енгл. Deep Impact)
  - Зора
- Отказане мисије
  - Марсов телекомуникациони орбитер
  - ЏИМО
  - ЦРАФ
  - Нетлендер
  - Плуто Купер експрес
- Предложене мисије
  - Глори
- Мисије посматрања Сунца
  - СОХО – у сарадњи са ЕСА
  - Улисис – у сарадњи са ЕСА
  - СТЕРЕО (Планирано за 2006.)
- Велике опсерваторије за Астрофизику
  - Хабл свемирски телескоп – у сарадњи са ЕСА
  - Комптон опсерваторија
  - Чандра опсерваторија
  - Спитцер свемирски телескоп (раније познат као Свемирско инфрацрвено телескопско постројење)
- Остале опсерваторије
  - COBE
  - FUSE
  - IRAS
  - Свемирски телескоп Џејмс Веб – у сарадњи са ЕСА и КСА (Планирано за октобар 2018.)
  - WMAP

## Инсталације
Штаб агенције налази се у Вашингтону.
- Годард Институт за истраживање свемира, Њујорк
- Лабораторија за млазни погон, Пасадена, Калифорнија
- Лангли истраживачки центар, Хемптон, Вирџинија

Конструкције и лансирне рампе
- Свемирски центар Маршал, Хантсвил, Алабама
- Свемирски центар Кенеди, Флорида
- Џонсонов свемирски центар, Хјустон, Тексас
- Мичоуд монтажно постројење, Њу Орлеанс
- Вајт Сендс пробни полигон, Лас Круз, Нови Мексико

Пробни центри
- Ејмс истраживачки центар, Калифорнија
- Нил О. Армстронг, центар за испитивање лета, Калифорнија
- Глен истраживачки центар, Кливленд, Охајо
- Годард, центар за испитивање свемирског лета, Гринбелт, Мериленд
- Независно постројење за верификацију и валидацију, Фермонт, Западна Вирџинија
- Лангли истраживачки центар, Хамптон, Вирџинија
- Валопс летачко постројење, Острво Валопс, Вирџинија

Мрежа дубоки свемир
1. Голдстон Дубоки свемир комуникациони комплекс, Барстоу, Калифорнија
2. Мадрид Дубоки свемир комуникациони комплекс, Мадрид, Шпанија
3. Канбера Дубоки свемир комуникациони комплекс, Канбера, Аустралија

Туризам и музеји
- Канбера, дубоки свемир комуникациони центар, Канбера, Аустралија
- Свемирски центар Џон Ц. Стенсис, Сент Луис, Мисисипи
- Свемирски центар Џон Ф. Кенеди, Флорида
- Свемирски центар Линдон Б. Џонсон, Хјустон, Тексас

## Листа директора
1. Кејт Гленан (1958–1961)
2. Џејмс Веб (1961–1968)
3. Томас Пејн (1969–1970)
4. Џејмс Флечер (1971–1977)
5. Роберт Фрош (1977–1981)
6. Џејмс Бегс (1981–1985)
7. Џејмс Флечер (1986–1989)
8. Ричард Трули (1989–1992)
9. Данијел Голдин (1992–2001)
10. Шон O'Киф (2001–2005)
11. Мајкл Грифин (2005–2009)
12. Чарлс Болден (2009–)

### Опште
- Наса, почетна страна
- Наса, преглед
- NASA на сајту Пројекат Гутенберг (језик: енглески)
- „Наса, подкаст”. Архивирано из оригинала 12. 06. 2006. г.

### Додатна истраживања
- Наса, историјске публикације
- Наса, историјске књиге (SP-4012)
- NTRS: NASA Technical Reports Server
- „Eventscope”. Архивирано из оригинала 02. 04. 2019. г.
- „Наса, за децу”. Архивирано из оригинала 17. 04. 2021. г.
- Будућност ратовања

### На друштвеним мрежама
- Наса на веб-сајту
- НАСА (званично) на веб-сајту Тамблер